# 三铺站
三铺站是一个京沪线上的铁路车站，位于江苏省徐州市铜山区三堡镇，为四等站，邮政编码为221112。目前客运：办理旅客乘降；行李、包裹托运；货运：办理整车货物发到；不办理整车爆炸品及整车一级氧化剂发到。
建于1910年，站址在江苏省铜山县三堡镇，原名三堡站。古时5里设一墩，10里设一堡。从徐州到此正好30里，故名三堡。1949年后全国铁路统一站名，为区别于京张铁路上的三堡站而改称三铺站。